# Кудяшов, Сергей Игнатьевич
Серге́й Игна́тьевич Кудяшо́в (род. 16 января 1962 года, Кирово-Чепецк, Кировская область, РСФСР, СССР) — советский и российский хоккеист. Мастер спорта СССР.

## Биография
Родился 16 января 1962 года в Кирово-Чепецке. Воспитанник местной «Олимпии» (первый тренер Г. М. Журавлёв). Начал играть за команду мастеров в 15-летнем возрасте.
В 1980 году был приглашён в команду высшей лиги чемпионата СССР «Химик» (Воскресенск), в составе которого в сезоне 1983/1984 стал бронзовым призёром чемпионата СССР.
В составе советских юниорской и молодёжной сборных был чемпионом Европы среди юниоров (1980 года и 1976 годов), бронзовым призёром чемпионата мира среди молодежи 1981 года (на котором был лучшим бомбардиром сборной) и участником молодёжного чемпионата мира 1982 года.
В сезоне 1985/1986 выступал за клуб высшей лиги «Ижсталь» (Устинов), в сезоне 1987/1988 вернулся в «Химик». В следующем сезоне играл в ярославском «Торпедо». В 1990—1995 годах выступал в клубах младших лиг — «Кристалле» из Электростали, «России» из Краснокамска, болгарском Металлурге из города Перник.
В 1995—1997 годах вновь играл в воскресенском «Химике» (сезон 1995/1996 в МХЛ). Закончил игровую карьеру в клубе «Сокол» из подмосковных Луховиц. Проживает в Воскресенске.

## Достижения
- Чемпион Европы среди юниоров 1980.
- Бронзовый призёр чемпионата мира среди молодёжи 1981.
- Бронзовый призёр чемпионата СССР 1983/1984.